# Sabine (fleuve)
Pour les articles homonymes, voir Sabine.
La Sabine est un fleuve situé dans les États américains du Texas et de la Louisiane. Il constitue une partie de la frontière entre les deux États. 
La rivière faisait partie au début du XIXe siècle de la frontière internationale entre l'Amérique espagnole et les États-Unis, puis entre le Mexique et les États-Unis avant l'annexion du Texas.

## Géographie
Sa longueur est de 893 km. Le fleuve prend sa source dans le lac Tawakoni, à 85 km à l'est de Dallas ; dans son cours supérieur, il parcourt la région du nord-est du Texas, puis son cours inférieur traverse les forêts de pins le long de la frontière entre Texas et Louisiane. Il se jette près de Port Arthur dans le lac Sabine, lac salé formant un estuaire dans le golfe du Mexique. Son bassin versant s'étend sur 25 270 km2, dont 19 230 km2 dans le Texas.
Le fleuve s'écoule à travers une région de production pétrolière importante, et le cours inférieur, près du Golfe du Mexique, compte parmi les zones les plus industrialisées du sud-est des États-Unis.

## Étymologie
Son nom (en espagnol Rio de Sabinas) provient du nom espagnol désignant le cyprès, dont les vastes forêts s'étendent le long du cours aval.

## Différend frontalier
Après l’achat de la Louisiane par les États-Unis en 1803, un différend sur la frontière entre les États-Unis et l’Espagne a conduit à un accord d'une zone démilitarisée le 6 novembre 1806, négocié par le général James Wilkinson et le lieutenant-colonel Simón de Herrera, pour établir un territoire neutre des deux côtés du fleuve. Aucun des deux pays n’y déposerait de troupes militaires ou de police civile.
La frontière indéfinie a été résolue par le traité d'Adams-Onís de 1819, qui a établi la rivière Sabine comme frontière entre le golfe et le 32e parallèle. Le retard espagnol dans la ratification du traité et l’indépendance du Mexique en 1821 ont ravivé le différend frontalier. Les États-Unis, sur l’insistance d’Anthony Butler, ont prétendu pendant un certain temps que les noms de Sabine et de Neches avaient été inversés, donc ils ont prétendu que le traité établissait la frontière sur le Neches. Les premiers colons anglo-américains ont commencé à arriver dans la région dans les années 1820, dépassant bientôt les Mexicains de dix contre un. Après l’indépendance de la république du Texas du Mexique en 1836, la frontière entre les États-Unis et le Texas a été fermement établie sur la Sabine conformément au traité Adams-Onis. La rivière a servi de frontière occidentale des États-Unis jusqu’à ce qu’elle annexe le Texas en 1845.